# برو إفلوشن سوكر 2010
'PES 2010' (حيث الحروف هي اختصار لعبارة باللغة الإنجليزية هي Pro Evolution Soccer) هي لعبة فيديو لرياضة كرة القدم تم طرحها في الأسواق العربية في شهر نوفمبر 2009 وتعد أفضل الأجزاء على الإطلاق من ناحية الجرافيكس، والذكاء الاصطناعي. أصلحت كونامي كل الأخطاء تقريباً، إلا أن اللعبة ما زال يشوبها بعض الأخطاء الفادحة، مثل أخطاء الحراس، وأحياناً دخول الكرة من داخل أجسام اللاعبين متسببة في أهداف غير شرعية، ولكن ايجابياتها أكثر من سلبياتها لاستخدام كونامي محرك الفيفا الغريم التقليدي.
- ليونيل ميسي وفرناندو توريس اختيرا من الدائرة العامة لأن يصبحا الاعبا الرئيسيان في هذه اللعبة.

## دوري الأبطال
- بعد الاتفاق بين كونامي والإتحاد الأوروبي لكرة القدم بالنسبة لدوري أبطال أوروبا والدوري الأوروبي لأول مرة أصبح مرخص للعبة بشكل كامل ودمجها مع البطولات الأوروبية، ولكن هذه دوري أبطال أوروبا متوفرة فقط في نسخة بلاي ستيشن 3، إكس بوكس 360.

وبذلك يصبح لدى هذه اللعبة 258 لاعب كرة قدم رقمي، مع 139 حصل عليهم بشكل كامل، واللعبة تملك 55 فريق.

لقطة من لعبة برو إفيلوشن سكور 2010

## المنتخبات
- يتم سرد فرق الوطنية التالية في الترتيب الذي تظهر في اللعبة، وتعتبر ألمانيا غير مرخصة، أما سلوفينيا فتظهر في كل من إصدار إكس بوكس 360، بلاي ستيشن 3 :

| أوروبا - النمسا - بلجيكا - البوسنة والهرسك فريق جديد - بلغاريا - كرواتيا - جمهورية التشيك - الدنمارك - إنجلترا - فنلندا - فرنسا - ألمانيا - اليونان - المجر - جمهورية أيرلندا - إسرائيل - إيطاليا - الجبل الأسود فريق جديد - هولندا - أيرلندا الشمالية - النرويج - بولندا - البرتغال - رومانيا - روسيا - إسكتلندا - صربيا فريق خيالي - سلوفاكيافريق خيالي - سلوفينيا - إسبانيا - السويد - سويسرا - تركيا - أوكرانيا فريق خيالي - ويلز فريق خيالي | أفريقيا - مصر - الكاميرون - ساحل العاج - غانا - نيجيريا فريق خيالي - جنوب إفريقيا - توغو فريق أعيد للسلسلة - تونس فريق خيالي أمريكا - كندا فريق خيالي - كوستاريكا فريق خيالي - المكسيك فريق خيالي - الولايات المتحدة فريق خيالي - الأرجنتين - البرازيل - تشيلي - كولومبيا - الإكوادور - باراغواي - بيرو - الأوروغواي آسيا - أستراليا - الصين فريق خيالي - إيران فريق خيالي - اليابان - كوريا الشمالية فريق جديد - السعودية فريق خيالي - كوريا الجنوبية - الإمارات العربية المتحدة فريق خيالي كلاسيك - إنجلترا - فرنسا - ألمانيا - إيطاليا - هولندا - الأرجنتين - البرازيل |

فرق غير قابلة للعب
- هذه هي الفرق التي لا يمكن استخدامها في اللعبة ولكن عند إجراء مسابقة دولية ككأس العالم والقارية فيمكن اللعب ضدها. وهي تحتوي على أسماء وهمية للاعبين ومجموعات غير مرخصة باستثناء بوليفيا وقبرص والتي تتميز بأسماء اللاعبين.

| أوروبا - ألبانيا - أندورا - أرمينيا - أذربيجان - بيلاروس - الجبل الأسود - قبرص - إستونيا - جزر فارو - جورجيا - آيسلندا - كازاخستان - لاتفيا - ليختنشتاين - ليتوانيا - لوكسمبورغ - مقدونيا - مالطا - مولدوفا - سان مارينو | أفريقيا - المغرب - غينيا - مالي - السنغال - أنغولا - الجزائر - بنين - بوركينا فاسو - بوروندي - الرأس الأخضر - جمهورية إفريقيا الوسطى - تشاد - الكونغو - ليبيا - النيجر أمريكا الشمالية - هندوراس - ترينيداد وتوباغو أمريكا الجنوبية - بوليفيا - فنزويلا آسيا - البحرين - العراق - الكويت - عمان - أوزبكستان - قطر - تايلاند - سوريا |

## البطولات
- البطولات مرخصة بالكامل كالتالي:
  -  الدوري الفرنسي الدرجة الأولى
  -  الدوري الهولندي الممتاز
- البطولات التالية مرخصة جزئيا :
  -  بريميرليغ فريقين مرخصين : نادي ليفربول ومانشيستر يونايتد.
  -  سيري أ:جميع النوادي المرخص لها، لكن الاسم غير مرخص.
  -  لاليغا 12 فريق مرخص له :نادي أتليتك بلباو، أتليتكو مدريد، برشلونة، ديبورتيفو لاكورونيا، إسبانيول، راسينغ سانتاندر، ريال مايوركا، ريال بلد الوليد، نادي إشبيلية، ريال مدريد ،نادي فالنسيا، نادي فياريال.

## اقرأ أيضا
فيفا 10

## وصلات خارجية
- Generally PES Unofficial News & Updates Blog / Forums
- Unofficial PES Discussion & Editing Forums